# ハープ・プロジェクト
『ハープ・プロジェクト』(Lost Place)は、2013年に製作されたドイツのSFサスペンス映画。監督はソルステン・クライン。音楽はエイドリアン・シーバーが担当。実在の米軍プロジェクト「HAARP(高周波活性オーロラ調査プログラム)」を題材に取り上げている。日本では劇場未公開。

## あらすじ
高校生のダニエルは友人のトーマス、ネットで知り合ったエリーとその友人のジェシーと共にネットで流行しているGPSを使用した「宝探しゲーム」に参加する。山奥の侵入禁止区域となっている場所に車で侵入し、森の湖で宝箱を見つけ、4人は箱の中のマリファナ入りのクッキーを食べてしまう。意識が戻った後にダニエル、トーマス、エリーの3人は、近くにある廃墟のフェルゼンラント・キャンプ場で昏睡状態に陥っていたジェシーを発見する。そこに防護服を着た男性が現れジェシーを救助する。そして、この場所に「HAARP」の実験施設があり現在も稼働していることを告げられる。その後、ジェシーが行方不明になり、防護服の男性もてんかんの発作で死亡してしまう。3人はこの状況に恐怖を抱き、トーマスは車で逃げようとするが、電磁波の影響で車は急発進し木に激突し命を落としてしまう。エリーも行方不明となる。ダニエルは実験施設に向かい、施設内でエリーとジェシーに再会する。だが、ジェシーは心身の酷い状態を悲観して自ら命を絶ってしまう。ダニエルとエリーはタワーに向かい電磁波を発生させている装置を停止させて脱出に成功する。その後、2人は警察官と共に廃墟のキャンプ場に向かうが、防護服の男性の遺体は見つからなかった。すでに施設関係者によって遺体は運び去られ、実験施設も再稼働していた。

## キャスト
- ダニエル：フランソワ・ゲシュケ
- エリー：ジュッテーマール・ベールセン
- ジェシー：ヨゼフィーネ・プロイス
- トーマス：ピット・ブコウスキー
- フォーク・ガイジンガー：アナトール・タウブマン（ドイツ語版） [2]